# Festuca benthamiana
Festuca benthamiana är en gräsart som beskrevs av Joyce Winifred Vickery. Festuca benthamiana ingår i släktet svinglar, och familjen gräs.
Artens utbredningsområde är Sydaustralien. Inga underarter finns listade i Catalogue of Life.